# Олександрівське водосховище (Мерчик)
Олександрівське водосховище — руслове водосховище на річці Мокрий Мерчик (басейн Дніпра). Водосховище побудовано в 1973 році й належить Краснокутському міжрайонному управлінню водного господарства Харківської області. Згідно з даними цієї організації: площа водосховища при НПР 133,5 м — 352 га, повний об'єм 11 млн куб м. Довжина 6,35 км, ширина 1,6 км, максимальна глибина 6,5 м. Водоскидна споруда — шахтний водоскид. Призначення водосховища — зволоження осушених земель у заплавах річок Мерла й Мерчик, а також зрошення. Дані про характеристики та призначення водосховища взяті з інформаційного стенда, встановленого на греблі об'єкта. Згідно з даними ВАТ «Харківводпроект» повний об'єм водосховища становить 11,4 млн куб.м.
- Водосховище побудовано в 1977 році по проекту Харківської філії інституту «Укрдіпроводгосп».
- Призначення — зволоження осушених земель в заплавах річок Мерла і Мерчик, риборозведення.
- Вид регулювання — сезонне.

## Основні параметри водосховища
- нормальний підпірний рівень — 133,5 м;
- форсований підпірний рівень — 133,8 м;
- рівень мертвого об'єму — 128,5 м;
- повний об'єм — 11,4 млн м³;
- корисний об'єм — 10,8 млн м³;
- площа дзеркала — 352 га;
- довжина — 6,35 км;
- середня ширина — 0,55 км;
- максимальні ширина — 1,60 км;
- середня глибина — 3,21 м;
- максимальна глибина — 6,5 м.

## Основні гідрологічні характеристики
- Площа водозбірного басейну — 193 км².
- Річний об'єм стоку 50 % забезпеченості — 10,8 млн м³.
- Паводковий стік 50 % забезпеченості — 7,8 млн м³.
- Максимальні витрати води 1 % забезпеченості — 116 м³/с.

## Склад гідротехнічних споруд
- Глуха земляна гребля довжиною — 669 м, висотою — 8,7 м, шириною — 8,5 м. Закладення верхового укосу — 1:8, низового укосу — 1:2,5.
- Шахтний водоскид із монолітного залізобетону розмірами 7,0×9,5 м.
- Водоскидний трьохвічковий тунель довжиною — 32,4 м, розмірами 3(2,5х3,0)м.
- Водовипуск трубчатий із сталевої труби діаметром 400 мм для подачі води до рибррозплідника, розташованого в нижньому б'єфі.

## Використання водосховища
Водосховище було побудовано для зволоження осушених земель в заплавах річок Мерла і Мерчик.
Також водосховище використовується для подачі води до риборозплідника АРВК «Богодухівський рибгосп».
Акваторія водосховища використовується для риборозведення ПП «Рибхоз».

## Галерея

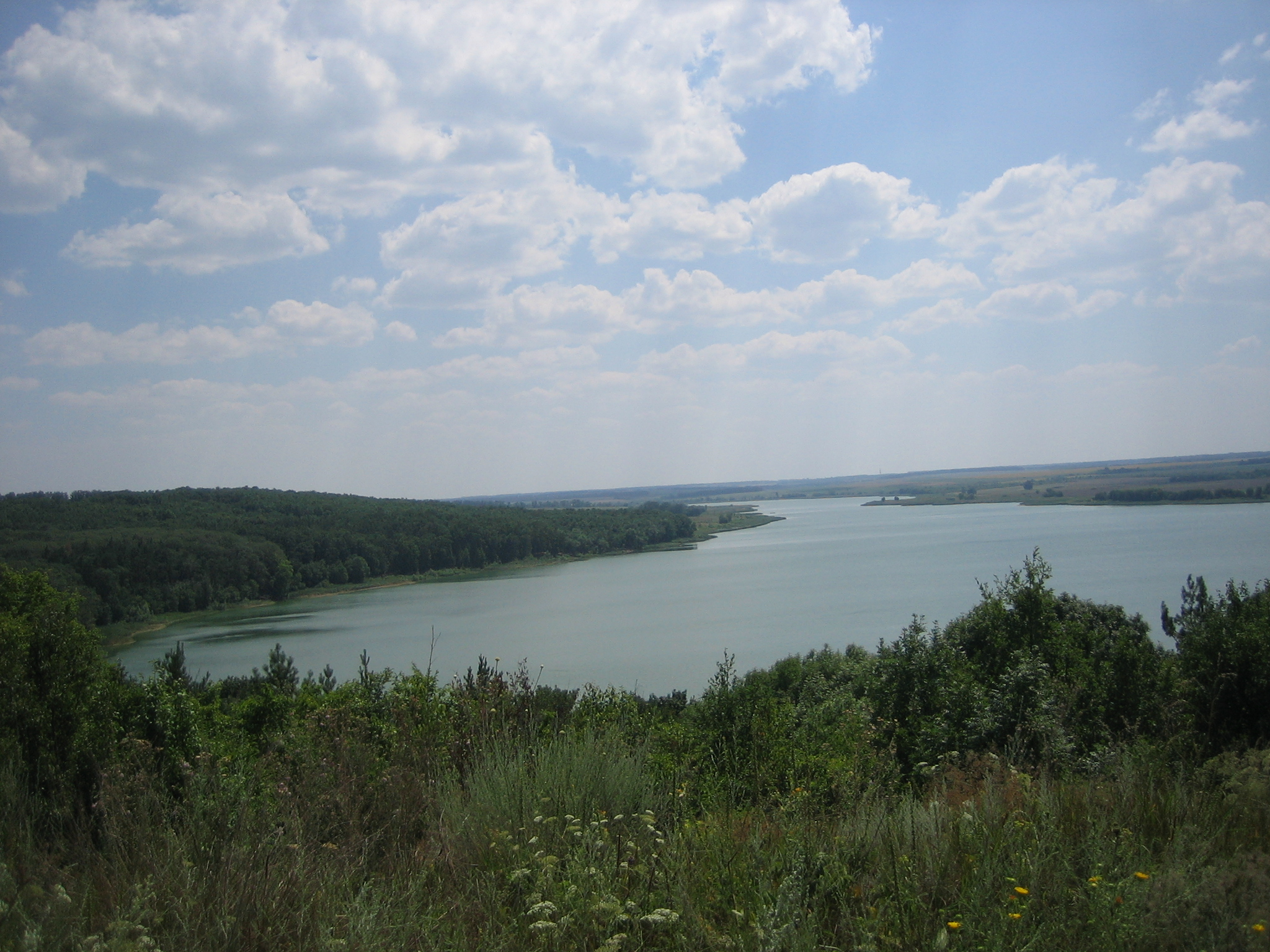
Олександрівське вдсх. (Харк.обл.). Вид з правого берега.
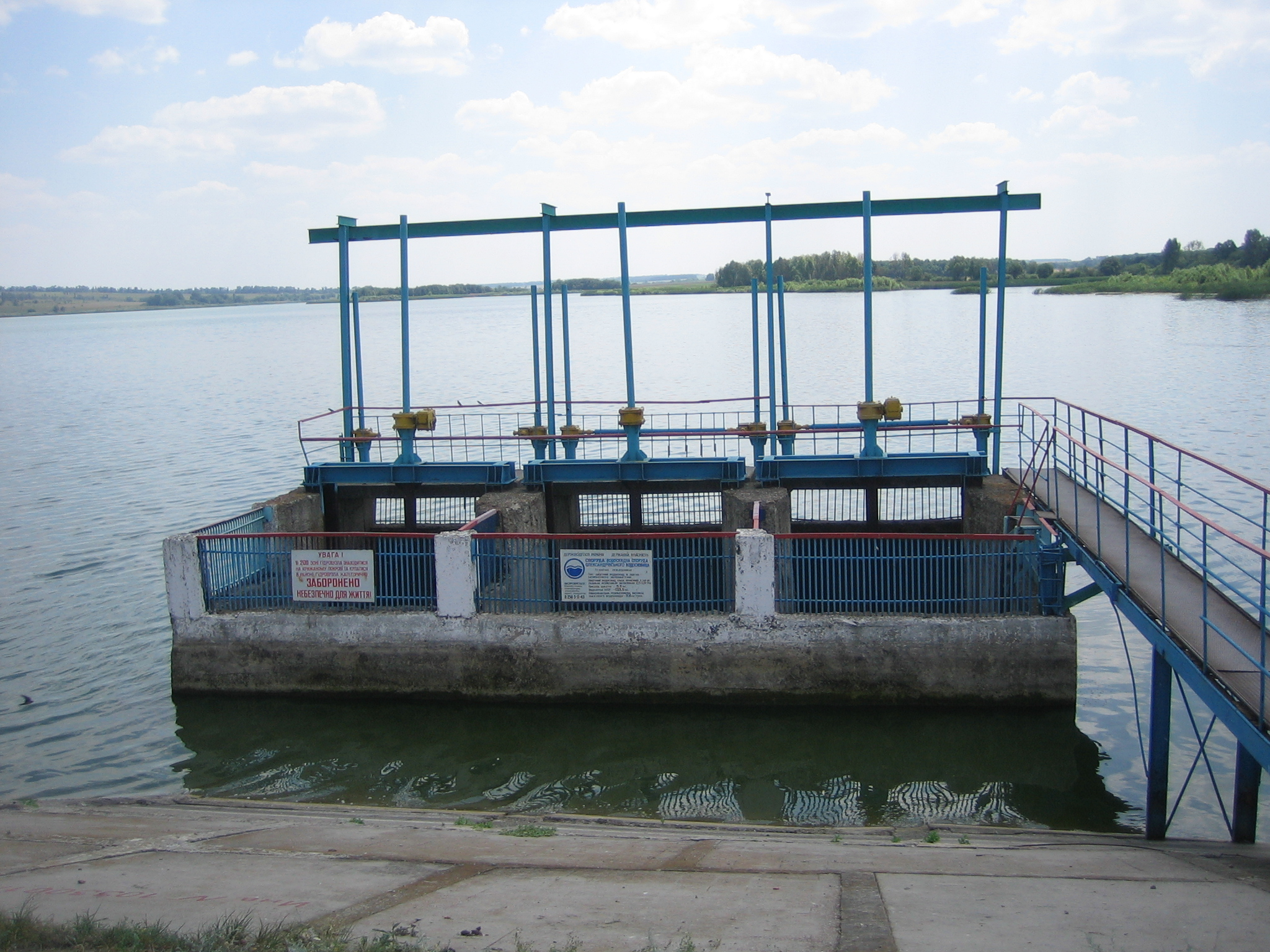
Водоскид Олександрівського вдсх., верхній б'єф.
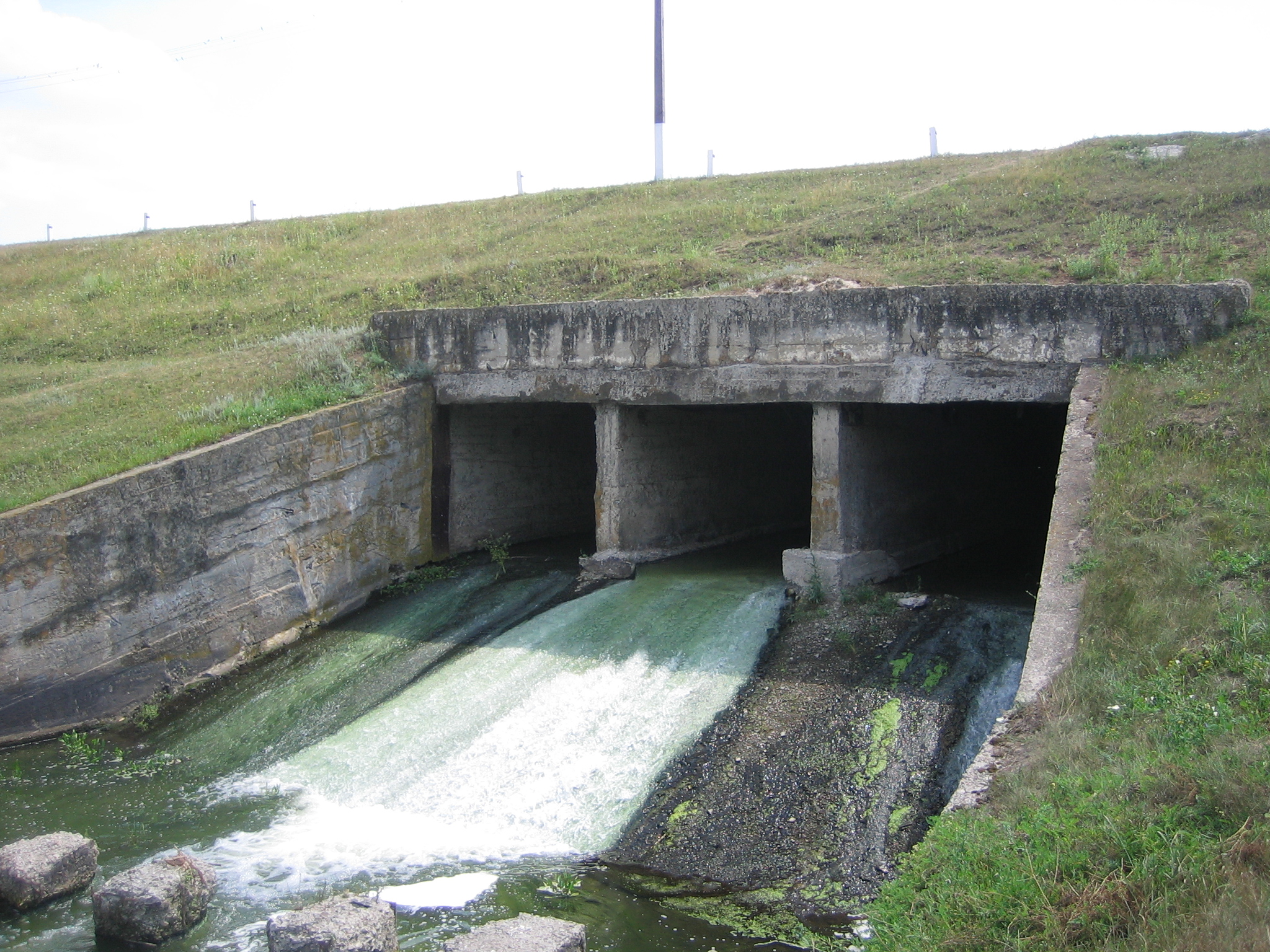
Водоскид Олександрівського вдсх., нижній б'єф.

1. ↑  Готові проекти. Комплекс рибогосподарських об'єктів на р. Мерла [Архівовано 31 липня 2010 у Wayback Machine.] (рос.)